# جايمي ريفيرا
جايمي ريفيرا (بالإسبانية: Jaime Rivera)‏ هو سباح مكسيكي، ولد في 29 مايو 1949 في غوادالاخارا في المكسيك.

## روابط خارجية
- جايمي ريفيرا على موقع الاتحاد الدولي للسباحة (الإنجليزية)
- جايمي ريفيرا على موقع أوليمبيديا (الإنجليزية)